# Szonychel
Szonychel (czes. Šunychlⓘ, niem. Schönichel) – część miasta Bogumina w kraju morawsko-śląskim, w powiecie Karwina w Czechach. Większa część dzielnicy znajduje się w północnej części gminy katastralnej Nový Bohumín, ale obejmuje też całą gminę kat. Kopytov, znajdującą się na północnym skraju miasta, przy granicy z Polską. Liczba mieszkańców całej dzielnicy wynosi 549, a adresów 205. Szonychel jest równocześnie prekursorem powstałego w 1924 miasta Nowy Bogumin, obecnie także częścią Bogumina.
W granicach administracyjnych Szonychla znajduje się również wieś Kopytów (cz. Kopytov, niem. Kopitau), która stanowi gminę katastralną Kopytov o powierzchni 217,93 ha przy ujściu Olzy do Odry.

## Historia
Pierwsza wzmianka o Kopytowie pochodzi z 1480, a o Szonychlu z 1486. Obie te miejscowości, jak również Pudłów związane były z pobliskim Boguminem i po wojnach śląskich znalazły się w tej części bogumińskiego państwa stanowego, które pozostało przy Habsburgach.
W 1847 w południowej, niezabudowanej, części Szonychla otwarta została stacja Kolei Północnej co spowodowało szybki jej rozwój i ostateczne przeobrażenie się w Nowy Bogumin w 1924.
Według austriackiego spisu ludności z 1910 roku Szonychel, bez Kopytowa, miał 7602 mieszkańców, z czego 6947 było zameldowanych na stałe, 4390 (63,2%) było niemiecko-, 1978 (28,5%) polsko-, 573 (8,2%) czesko- i 6 (0,1%) innojęzycznymi, 6495 (85,4%) było katolikami, 404 (5,3%) ewangelikami, 23 (0,3%) kalwinistami, 584 (7,7%) wyznawcami judaizmu a 96 (1,3%) innej religii lub wyznania.
Zaś Kopytów, będący już częścią Szonychla, miał 203 mieszkańców, z czego 161 było zameldowanych na stałe, 154 (95,6%) było polsko- a 7 (4,4%) niemieckojęzycznymi, 202 (99,5%) było katolikami a 1 (0,5%) osoba ewangelikiem.
W kwietniu 1924 Szonychel zmienia nazwę na Nowy Bogumin a w październiku tego roku otrzymuje prawa miejskie. Obecnie nazwa Szonychel odnosi się do dzielnicy położonej na północ od centrum Nowego Bogumina.
W miejscowości w 1883 roku urodził się Leon Wolf – polski adwokat, senator V kadencji w II RP, działacz polski na Zaolziu w latach 1920–1938.